# Lillian Russell
Lillian Russell (Clinton, 4 de desembre de 1860 − Pittsburgh, 6 de juny de 1922) va ser una de les més famoses actrius i cantants estatunidenques de finals del segle xix i inicis del segle xx. El seu veritable nom era Helen Louise Leonard. El pare de Russell era l'editor de diaris Charles E. Leonard, i la seva mare la sufragista Cynthia Leonard, fou la primera dona a optar a l'alcaldia de Nova York. La seva família es va traslladar a Chicago el 1865, i allà va estudiar al Convent of the Sacred Heart i a Park Institute.
Als 18 anys ella i la seva mare es van mudar a Nova York, on Leonard va estudiar cant sota la direcció de Leopold Damrosch. Es va unir al cor d'una producció en gira, l'òpera còmica de Gilbert i Sullivan HMS Pinafore, el 1879, i dues setmanes més tard es va casar amb el líder de l'orquestra, Harry Braham.

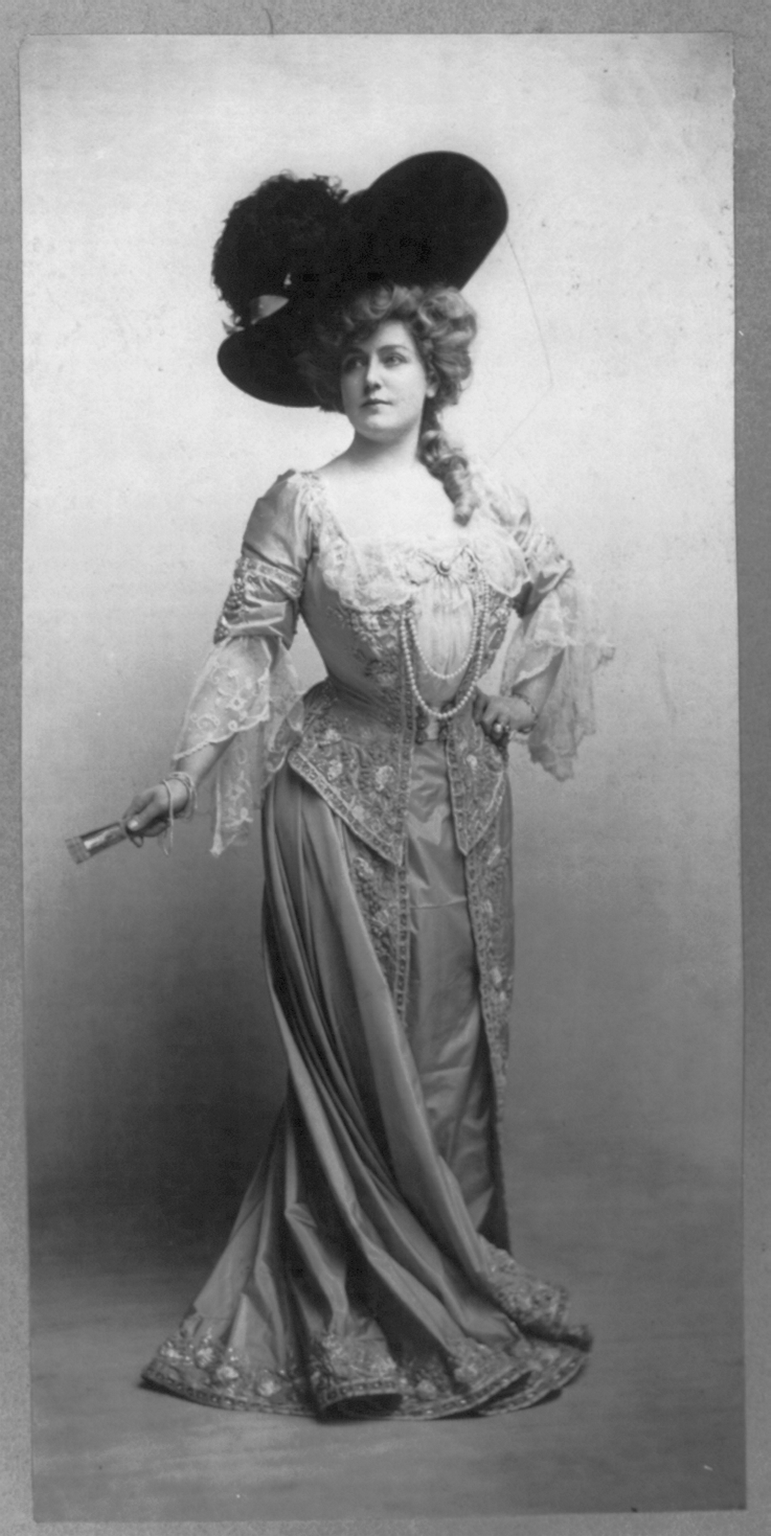
Lillian Russell en una foto amb vestimenta del

El novembre de 1879, havent canviat el seu nom a Lillian Russell, va fer la seva primera actuació a Broadway, al Teatre Casino de Tony Pastor. Pastor, conegut com el pare del vodevil, va ser responsable d'iniciar a moltes cantants de prestigi. Russell immediatament va guanyar popularitat, i va viatjar amb Pastor i més endavant va protagonitzar algunes de les seves òperes còmiques. A principis de la dècada de 1880 Russell va actuar al Bijou Opera House, a Broadway, i en altres locals amb papers en obres de Gilbert i Sullivan, com ara Patience i The Sorcerer.
Russell es va casar amb el seu segon marit, el compositor Edward Solomon, el 1885. Després de viatjar a Anglaterra va protagonitzar les obres Polly (de Solomon), Pocahontas (de Sydney Grundy i Solomon), i Virginia and Paul (de Solomon i Henry Pottinger Stephens). Estant a Londres, es va comprometre per interpretar el paper principal de Princess Ida, de Gilbert i Sullivan, però va ser descartada durant els assajos. Després va tornar als Estats Units, viatjant amb òperes còmiques de Solomon. La parella va tenir una filla anomenada Dorothy. El 1886 Solomon va ser arrestat per bigàmia. Russell va presentar una demanda de divorci el 1893 i es va unir a la companyia teatral JC Duff Opera Company, amb la qual va fer gires durant dos anys.
Durant aquests anys, Russell va seguir actuant en òperes còmiques i en altres estils musicals. El 1887 va ser Carlotta a Gasparone, de Karl Millöcker, al Teatre Standard de Nova York, al costat d'Eugene Oudin i JH Ryley. " Quan Alexander Graham Bell va presentar el servei telefònic de llarga distància el 8 de maig de 1890, la veu de Russell va ser la primera transportada a la línia. Des de Nova York Russell va cantar "Sabre Song" a les audiències de Boston i Washington, DC.
El 1894 es va casar amb l'actor John Haley Augustin Chatterton (conegut com a "Giovanni Perugini"), però aviat es van separar. Russell va seguir actuant amb diverses companyies d'òpera, incloent-hi la McCaull Opera Company, la seva pròpia companyia més endavant. Durant molts anys Russell va ser la cantant d'operetes més destacada dels Estats Units. La seva veu, la seva personalitat en l'escena i la seva bellesa eren motiu de gran fanfàrria en els mitjans periodístics, i va ser extremadament popular. Entre les obres més coneguts en què va treballar Russell destaquen Patience i The Sorcerer (ambdues de Gilbert and Sullivan), The Mountebanks (de WS Gilbert), Dorothy (d'Alfred Cellier), així com les òperes còmiques de Jacques Offenbach La Princesa de Trebizonda, Les Brigands, i La Gran Duquessa de Gerolstein.
El 1899, Russell es va unir al music hall de Weber i Lew Fields, on va treballar en els seus espectacles fins a 1904. El compositor John Stromberg havia escrit diversos èxits per Russell, entre ells Twirly Whirly i "Come Down Dm Evenin 'Star", aquesta última, fou una balada que va ser la cançó més coneguda dels últims anys de Russell, i l'única gravada per ella. Després de 1904, Russell va començar a sofrir dificultats vocals, però no es va retirar de l'escena. En comptes d'això es va dedicar a les comèdies no musicals, sota la direcció de James Brooks, encara que finalment va tornar a cantar, actuant en el gènere de varietats, al burlesc i en altres gèneres. El 1912 es va casar amb el seu quart marit, Alexander Pollock Moore, propietari de Pittsburgh Leader, i pràcticament es va retirar de l'escena.
En els seus últims anys Russell va escriure una columna periodística defensant el sufragi femení (com havia fet la seva mare), i va ser una popular conferenciant advocant per una filosofia optimista d'autoajuda. Durant la Primera Guerra Mundial va treballar per l'US Marine Corps i va recaptar fons per l'esforç de guerra. Russell va arribar a ser una dona rica, i durant la vaga de 1919 del sindicat d'actors (Actors 'Equity Association), va donar diners per donar suport a la formació de la Chorus Equity Association per a les noies de les Ziegfeld Follies.
Lillian Russell va morir el 1922, poc després de completar un viatge a Europa en nom del president Warren Harding. Va ser enterrada amb honors militars en un mausoleu privat del Cementiri Allegheny  de Pittsburgh, Pennsilvània.